# Cheny (Yonne)
 Cheny  ist eine französische Gemeinde mit 2231 Einwohnern (Stand 1. Januar 2022) im Département Yonne in der Region Bourgogne-Franche-Comté; sie gehört zum Arrondissement Auxerre und zum Kanton Migennes.

## Bevölkerungsentwicklung
| Jahr      | 1962 | 1968 | 1975 | 1982 | 1990 | 1999 | 2008 |
| Einwohner | 1556 | 1678 | 2210 | 2523 | 2521 | 2535 | 2532 |

## Sehenswürdigkeiten
- Kirche Saint-Barbe (12. und 15. Jahrhundert)

## Persönlichkeiten
- Georges Jacob (Kunsttischler) (1739–1814), geboren in Cheny